# Loom (음반)
《Loom》은 2024년 6월 28일에 키디나코너와 인터스코프 레코드를 통해 발매된 미국의 팝 록 밴드 이매진 드래곤스의 여섯 번째 스튜디오 음반이다. 이 음반은 총 9곡으로 구성되어 있으며, 이는 이매진 드래곤스의 스튜디오 음반 중 가장 적은 수의 수록곡이다. 밴드와 오랜 협력자 매트맨 & 로빈이 공동 프로듀싱을 맡았으며, 2022년에 발매된 2부작 스튜디오 음반 《Mercury – Acts 1 & 2》 이후 처음으로 발표한 음반이다. 본작은 드러머 대니얼 플래츠먼이 2023년 3월, 밴드 활동을 무기한 중단한다고 발표한 후, 2024년 8월, 공식 탈퇴함에 따라, 밴드가 트리오 체제로 전환한 이후 처음으로 발표한 음반이기도 하다.
이 음반은 음악 평론가들로부터 대체로 긍정적인 평가를 받았으며, 미국 빌보드 200 차트에서 최고 22위를 기록했다.

## 배경
리드 보컬리스트 댄 레이놀즈는 AP 통신과의 인터뷰에서 이번 음반과 커버 아트에 담긴 창작 과정을 설명했다.
그게 해넘이인지 해돋이인지 확실하지 않아요. 그리고 그 앞에 서로 떨어져 서 있는 두 사람이 있죠. 저는 이 이미지가 이 음반의 주제를 정말 잘 요약하고 있다고 느껴요. 이게 무언가의 시작일까, 아니면 끝일까? 해넘이와 해돋이는 언제나 그런 양면적인 느낌을 주잖아요. 둘 중 어느 쪽이든 될 수 있다고 생각해요.

## 평가
| 전문가 평가   | 전문가 평가 |
| 총 점수       | 총 점수     |
| 출처          | 점수        |
| ------------- | ----------- |
| 메타크리틱    | 67/100      |
| 평가 점수     |             |
| 출처          | 점수        |
| AllMusic      | [ 1 ]       |
| The Arts Desk | [ 6 ]       |
| Clash         | 6/10        |
| Classic Rock  | [ 8 ]       |
| Rolling Stone | [ 9 ]       |

《Loom》은 음악 평론가들로부터 대체로 긍정적인 평가를 받았다. 주류 평론의 리뷰를 100점 만점 기준으로 환산하여 평균 점수를 제공하는 메타크리틱에서는, 총 4개의 리뷰를 바탕으로 평균 67점을 기록하며 "대체로 호의적인 평가"로 분류되었다. 이는 이매진 드래곤스의 음반 중 처음으로 메타크리틱에서 긍정적인 점수를 받은 사례이다.

## 상업적 성과
《Loom》은 미국 빌보드 200 차트에서 28,000장의 앨범 등가 단위을 기록하며 22위로 데뷔했다. 이는 밴드의 첫 번째 음반으로, 차트에서 톱 10에 들지 않은 음반이자, 첫 번째로 빌보드 핫 100 차트에 곡이 진입하지 않은 음반이다.

## 곡 목록
모든 곡들은 특별한 언급이 없는 한 댄 레이놀즈, 웨인 서몬, 벤 맥키, 마티아스 라르손 그리고 로빈 프레드릭손에 의해 작사/작곡하였다.
| #  | 제목                     | 작사·작곡            | 재생 시간 |
| -- | ------------------------ | -------------------- | --------- |
| 1. | 〈Wake Up〉              |                      | 2:47      |
| 2. | 〈Nice to Meet You〉     |                      | 3:10      |
| 3. | 〈Eyes Closed〉          |                      | 3:20      |
| 4. | 〈Take Me to the Beach〉 |                      | 2:47      |
| 5. | 〈In Your Corner〉       |                      | 4:00      |
| 6. | 〈Gods Don't Pray〉      |                      | 2:50      |
| 7. | 〈Don't Forget Me〉      |                      | 2:59      |
| 8. | 〈Kid〉                  |                      | 2:40      |
| 9. | 〈Fire in These Hills〉  | 레이놀즈, 서몬, 맥키 | 3:39      |

## 인증
| 국가                               | 인증 | 판매량/출하량 |
| ---------------------------------- | ---- | ------------- |
| 프랑스 (SNEP)                      | 골드 | 50,000        |
| 폴란드 (ZPAV)                      | 골드 | 10,000        |
| 판매량+스트리밍을 기반으로 한 인증 |      |               |